# Dmitri Siline
Dmitri Aleksandrovitch Siline (en russe : Дмитрий Александрович Силин) est un footballeur russe né le 9 juillet 1967 à Léningrad.

## Biographie
Né et formé à Léningrad, Dmitri Siline fait ses débuts professionnels avec l'équipe locale du Dinamo Léningrad à l'âge de 17 ans lors de la saison 1984 en troisième division soviétique. Il quitte cependant très vite le club et continue pendant plusieurs années la pratique du football au niveau amateur sous les couleurs du Lokomotiv Léningrad. La professionnalisation du club au moment de l'organisation des championnats russes suivant la dissolution de l'Union soviétique le voit retrouver la troisième division lors de la 1992. Il dispute cette année-là 37 matchs de championnat pour 15 buts marqués.
Ses performances lui valent d'être repéré par le Baltika Kaliningrad qui le recrute en début d'année 1993. S'imposant rapidement comme titulaire en attaque, il est buteur à douze reprises pour sa première saison en deuxième division avant d'inscrire un total de 35 buts en 41 matchs lors de la saison 1994, terminant ainsi meilleur buteur de la division. Cela ne permet cependant pas au club d'accéder à la première division, celui-ci terminant de peu hors des places de promotion. Cet objectif est finalement réalisé l'année suivante lorsque le Baltika remporte la compétition tandis que Siline marque quatorze buts, largement derrière son coéquipier Sergueï Boulatov qui termine à son tour meilleur buteur de la division avec 29 buts.
Faisant ainsi ses débuts dans l'élite lors de la saison 1996, Siline marque son premier but en première division le 20 avril 1996 contre le Zénith Saint-Pétersbourg avant d'en inscrire quatre autres cette année-là, tandis que le Baltika se maintient en terminant septième en championnat. Bien que moins prolifique qu'en deuxième division, il se maintient comme un titulaire régulier au sein de l'équipe et connaît notamment ses seules rencontres européennes lors de l'année 1998 en prenant part à la Coupe Intertoto, jouant à cette occasion quatre matchs pour un but marqué face au Spartak Varna. Après la relégation du club à l'issue de la saison 1998, Siline reste à Kaliningrad pendant deux saisons supplémentaires en deuxième division avant de s'en aller à la fin de l'exercice 2000, mettant ainsi un terme à un passage de huit saisons qui le voit cumuler 286 matchs et 86 buts marqués pour le club.
Il fait par la suite son retour dans sa ville natale en rejoignant son premier club le Dinamo Saint-Pétersbourg pour la saison 2001. Buteur à douze reprises en championnat, il contribue à la première place du club dans la zone Ouest ainsi qu'à sa promotion en deuxième division à l'issue du barrage de promotion contre le Metallourg Lipetsk. Il n'est cependant pas retenu la saison suivante et effectue deux brefs passages au Dinamo Briansk puis au Spartak Loukhovitsy (en) au cours de l'année 2002 avant de conclure sa carrière au niveau amateur sous les couleurs du Neman Kaliningrad en 2003, raccrochant définitivement les crampons à l'âge de 36 ans.

## Palmarès
Baltika Kaliningrad
- Championnat de Russie D2 (1) :
  - Champion : 1995.
  - Meilleur buteur : 1994 (35 buts).

## Statistiques
| Saison                | Club                        | Championnat           | Championnat | Championnat | Coupe(s) nationale(s) | Coupe(s) nationale(s) | Compétition(s) continentale(s) | Compétition(s) continentale(s) | Compétition(s) continentale(s) | Total | Total |
| Saison                | Club                        | Division              | M.          | B.          | M.                    | B.                    | Comp.                          | M.                             | B.                             | M.    | B.    |
| 1984                  | Dinamo Léningrad            | D3                    | 4           | 0           | -                     | -                     | -                              | -                              | -                              | 4     | 0     |
| 1992                  | Lokomotiv Saint-Pétersbourg | D3                    | 37          | 15          | 1                     | 0                     | -                              | -                              | -                              | 38    | 15    |
| Sous-total            | Sous-total                  | Sous-total            | 41          | 15          | 1                     | 0                     | -                              | -                              | -                              | 42    | 15    |
| 1993                  | Baltika Kaliningrad         | D2                    | 39          | 12          | 2                     | 0                     | -                              | -                              | -                              | 41    | 12    |
| 1994                  | Baltika Kaliningrad         | D2                    | 41          | 35          | 1                     | 0                     | -                              | -                              | -                              | 42    | 35    |
| 1995                  | Baltika Kaliningrad         | D2                    | 39          | 14          | 2                     | 0                     | -                              | -                              | -                              | 41    | 14    |
| 1996                  | Baltika Kaliningrad         | D1                    | 33          | 5           | -                     | -                     | -                              | -                              | -                              | 33    | 5     |
| 1997                  | Baltika Kaliningrad         | D1                    | 31          | 2           | 2                     | 0                     | -                              | -                              | -                              | 33    | 2     |
| 1998                  | Baltika Kaliningrad         | D1                    | 27          | 6           | -                     | -                     | CI                             | 4                              | 1                              | 31    | 7     |
| 1999                  | Baltika Kaliningrad         | D2                    | 30          | 3           | 2                     | 1                     | -                              | -                              | -                              | 32    | 4     |
| 2000                  | Baltika Kaliningrad         | D2                    | 31          | 7           | 1                     | 0                     | -                              | -                              | -                              | 32    | 7     |
| Sous-total            | Sous-total                  | Sous-total            | 271         | 84          | 10                    | 1                     | -                              | 4                              | 1                              | 285   | 86    |
| 2001                  | Dinamo Saint-Pétersbourg    | D3                    | 37          | 12          | 2                     | 0                     | -                              | -                              | -                              | 39    | 12    |
| 2002                  | Dinamo Briansk              | D3                    | 22          | 5           | -                     | -                     | -                              | -                              | -                              | 22    | 5     |
| 2002                  | Spartak Loukhovitsy (en)    | D3                    | 9           | 0           | -                     | -                     | -                              | -                              | -                              | 9     | 0     |
| Sous-total            | Sous-total                  | Sous-total            | 68          | 17          | 2                     | 0                     | -                              | -                              | -                              | 70    | 17    |
| Total sur la carrière | Total sur la carrière       | Total sur la carrière | 380         | 116         | 13                    | 1                     | -                              | 4                              | 1                              | 397   | 118   |